# Paramesosella fasciculata
Paramesosella fasciculata là một loài bọ cánh cứng trong họ Cerambycidae.